# Joint Tactical Information Distribution System
Joint Tactical Information Distribution System (JTIDS; deutsch Gemeinsames taktisches Informationsverteilungssystem) ist ein militärisches Funksystem, das mit dem Zeitmultiplexverfahren (TDMA) im Frequenzbereich 890 – 1215 MHz arbeitet.

## Einsatz
Ursprünglich für die Streitkräfte der USA entwickelt, wird das System heute u. a. im Gesamtbereich der NATO-Luftverteidigung genutzt. Es operiert im Frequenzbereich 960 – 1215 MHz, der gemäß VO Funk dem Flugnavigationsfunkdienst als Primärnutzer weltweit zugewiesen ist. Außerdem ist dieser Frequenzbereich auf weltweiter Basis der Benutzung und Entwicklung elektronischer Flugnavigationshilfen an Bord von Luftfahrzeugen sowie der Benutzung und Entwicklung der zugehörigen Einrichtungen an Bord vorbehalten. Deshalb verfügt das Gesamtsystem JTIDS/MIDS in NATO-Europa nur über eine Frequenzverfügbarkeit mit Einschränkungen und Auflagen.

## Entwicklung seit 1970
Die Entwicklung des JTIDS begann Mitte der 1970er Jahre zur Ablösung des taktischen Datenlinks Link 4 (Fighter Data Link) mittels eines Multifunktionsradios unter Verwendung des Tactical Data Link 16 mit folgenden Funktionen:
- Datenfunk
- digitale Sprachübertragung
- sichere Identifizierung
- Integration von TACAN

Die Tactical Data Link 16 werden gemäß Standardization Agreement (kurz: STANAG) 5516 übertragen.
Ein weiteres System, das in der NATO das Link 16-Verfahren verwendet, ist das Multifunctional Information Distribution System (kurz: MIDS).
JTIDS und MIDS sind technisch weitgehend kompatibel, so dass sie als Begriff häufig auch synonym verwendet werden.